# 무스 너클
무스 너클(영어: Moose Knuckles)는 캐나다의 명품 아웃도어 의류 기업이다. 2007년에 설립되었으며, 토론토 메트로폴리탄 대학교 출신 노아 스턴과 아얄 트윅에 의해서 2009년에 인수되었다.

## 제품
고급 파카를 주로 생산하며, 기존 파카 제품들과 달리 옷맵시가 나는 것을 추구한다.